# Сім'я Евномії
Сім'я Евномії — це велика сім'я астероїдів у центральній частині головного поясу, яка складається з силікатних астероїдів типу S. До складу цієї сім'ї входить близько 5 % всіх астероїдів головного поясу. Сім'я отримала свою назву на честь астероїда 15 Евномія. Ця сім'я є однією з сімей Хіраями, названих на честь японського астронома Хіраями.

## Характеристики сім'ї

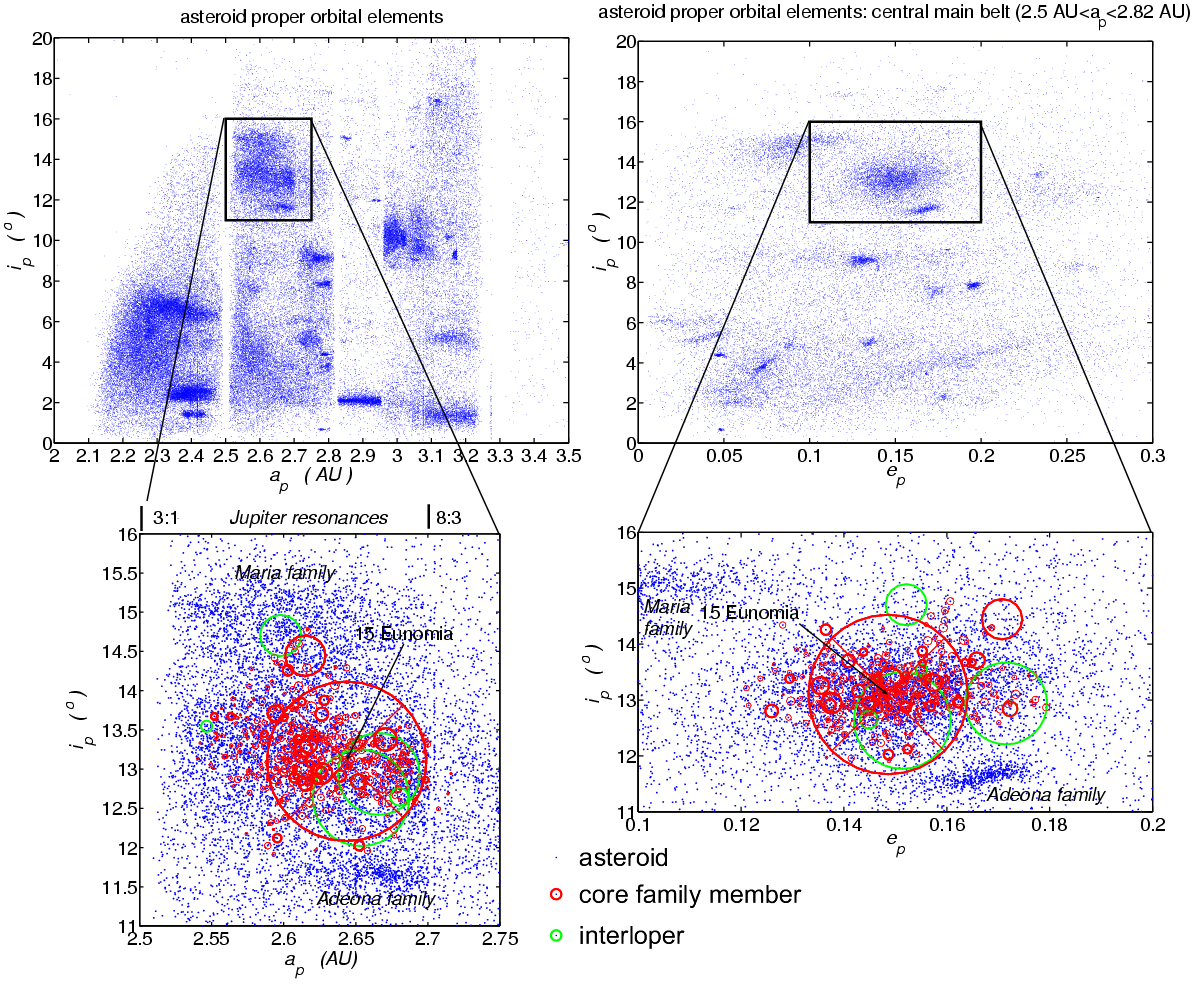
Розташування та структура сім'ї Евномії

Як і деякі інші сім'ї астероїдів, сім'я Евномії утворилася під час руйнування батьківського астероїда в результаті зіткнення з ним іншого великого астероїда. Астероїд 15 Евномія розташовується поблизу центру мас сім'ї, у ньому зосереджено близько 70—75 % речовини батьківського тіла. Він є найбільшим представником своєї сім'ї, а також найбільшим «кам'яним» астероїдом спектрального класу S серед усіх астероїдів головного поясу. Евномія має сильно витягнуту форму з поперечником вздовж поздовжньої осі 300 км та середнім діаметром 250 км. А середній діаметр батьківського тіла до його руйнування міг становити близько 280 км. Цілком імовірно, що завдяки великим розмірам у батьківському астероїді могла відбутися часткова диференціація надр, оскільки спектри поверхні Евномії та деяких інших сімей астероїдів мають певні відмінності. При цьому деякі дослідники відзначають, що батьківський астероїд до остаточного руйнування міг пережити ще кілька великих зіткнень. Ймовірною причиною руйнування астероїда міг стати астероїд діаметром близько 50 км, що врізався в батьківський астероїд на швидкості 22 000 км/год.
Інші члени сім'ї досить рівномірно розподілені у просторі навколо Евномії. Другий за величиною астероїд 258 Тихея помітно поступається за розмірами Евномії і має лише 65 км у діаметрі, але його приналежність до сім'ї ставиться під питання. Тому зараз точно можна стверджувати, що найбільший астероїд сім'ї після Евномії не перевищує 30 км.
Спектроскопічні дослідження показують, що члени сім'ї помітно розрізняючись за хімічним складом, проте залишаються в рамках спектрального класу S. Вони мають в основному кам'яний (а не крижаний) склад поверхні, включаючи різні силікати, а також такі метали як нікель і залізо і мають досить велике альбедо.
Через пізніші зіткнення, гравітаційні збурення Юпітера або інших великих астероїдів, а також вплив ефекту Ярківського астероїди з часом залишають сім'ю і розсіюються в космічному просторі. При цьому в сім'ї Евномії збереглося чимало невеликих астероїдів, що вказує на порівняно недавнє формування цієї сім'ї.
У 2000 році апарат «Кассіні — Гюйгенс» пролетів поблизу одного з представників даного сім'ї — астероїда 2685 Мазурський. Однак, відстань у млн км, на якому апарат пролетів повз астероїд, виявилася занадто великою для того, щоб розгледіти щось на поверхні астероїда.

## Розташування та розмір
Астероїди сім'ї Евномії рухаються в області простору, обмеженої орбітальними резонансами з Юпітером 3:1 та 8:3, з відносно високим нахилом орбіт.
Основний діапазон власних орбітальних елементів астероїдів сім'ї Евномії наведено в наступній таблиці
|     | ap         | ep    | ip    |
| --- | ---------- | ----- | ----- |
| min | 2,54 а. о. | 0,121 | 11,6° |
| max | 2,72 а. о. | 0,180 | 14,8° |

Для даної астрономічної епохи діапазон оскулюючих орбітальних елементів для орбіт основної маси астероїдів наведено в наступній таблиці.
|     | a          | e     | i     |
| --- | ---------- | ----- | ----- |
| min | 2,53 а. о. | 0,078 | 11,1° |
| max | 2,72 а. о. | 0,218 | 15,8° |

Так, за даними статистичного аналізу (Zappala 1995) було виявлено 439 основних членів сім'ї. А в результаті подальших досліджень їхня кількість значно зросла і на 2005 рік становила 4649 астероїдів серед 96 944 астероїдів, відкритих на той період часу, що становить близько 5 % всіх астероїдів головного поясу.

## Винятки
Під час дослідження даної сім'ї були виявлені астероїди, які рухаються подібними до астероїдів сім'ї орбітами, проте не належать до сім'ї, через невідповідність спектральних характеристик параметрам більшості астероїдів. На основі вивчення спектральних характеристик були виявлені кілька астероїдів, що не входять у дану родину, але рухаються подібними до них орбітам: 85 Іо, 141 Люмен, 546 Геродіада, 657 Гунлед, 1094 Сиберія та 1275 Кімбрія.